# 백인 세상의 우월성에 저항하는 떠오르는 물결 유색인

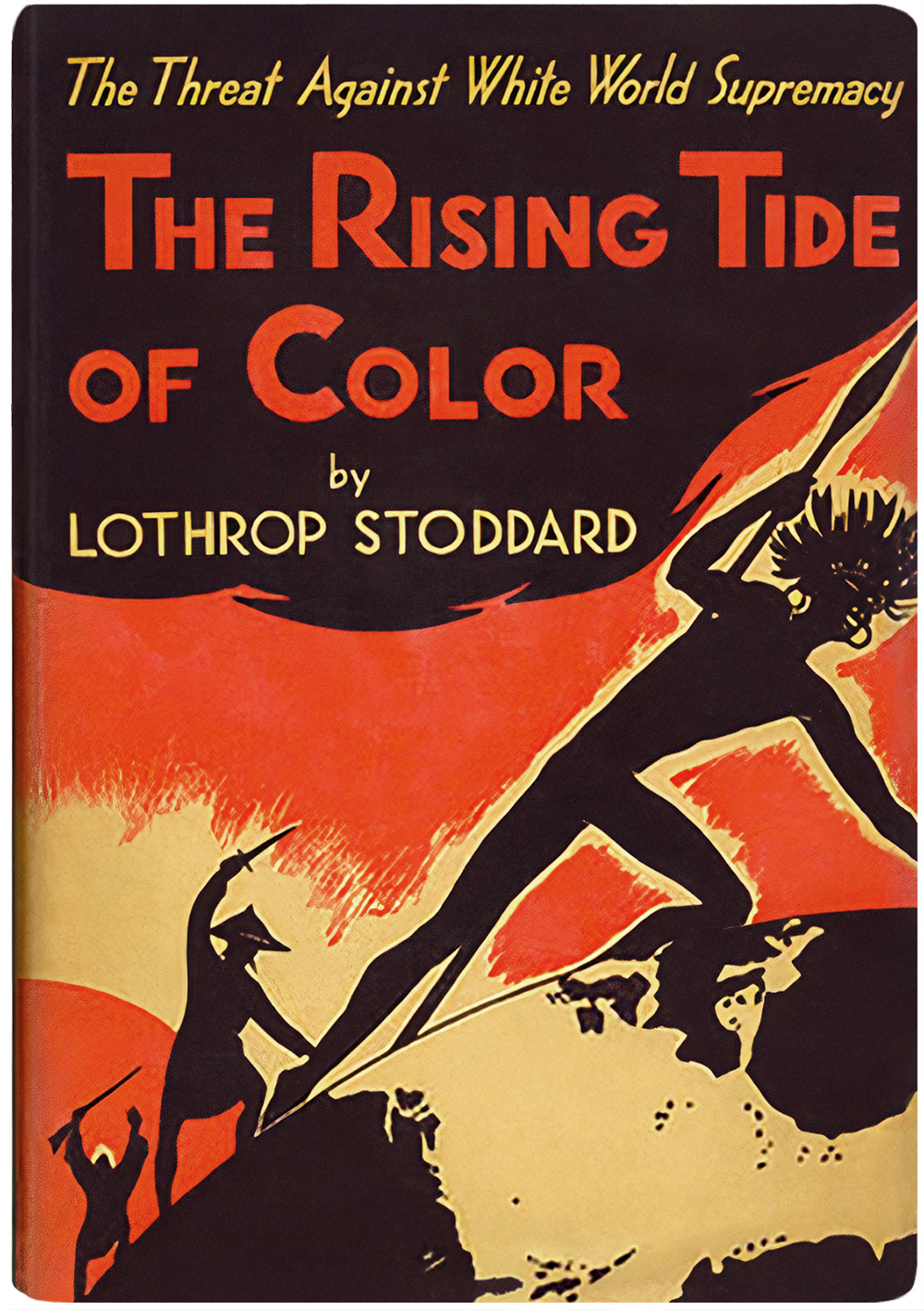

《백인 세상의 우월성에 저항하는 떠오르는 물결 유색인》(The Rising Tide of Color Against White World- Supremacy)은 1920년에 출판된 로드롭 스토다드의 저서로 인종차별주의와 지정학에 의해 백인의 우월성과 식민주의가 붕괴될 것을 예언한 책이다. 그는 붕괴의 원인은 유색인들의 인구 증가와 식민주의 국가에서 일어나는 민족주의, 중국과 일본에서의 산업화를 근거의 예로 들었다.
지정학적 위협에 대항하기 위해, 스토다드는 백인국가들에 비백인의 유입을 제한하기를 주장하였다. 아프리카와 라틴 아메리카에 아시안들의 이동을 제한함으로 중동과 아시아에서 서방식민지가 독립하기를 원하였다. 우생학자였던 스토다드는 세계의 일등 인종을 여타 인종과 타인종과의 혼합으로부터 분리하기를 지지하였다.

## 출판에 따른 반응
1921년 대통령 워런 G. 하딩은 앨라바마 버밍햄에서 십만명의 군중 앞에서 이 책에 대하여 언급하면서 분리주의를 찬성하였다. 반면에 미국 인류학의 아버지라 불리는 프랜즈 보아스는 이 작품과 스토다드에 대하여 인종적 거짓의 대제사장으로 혹평하며 아프리칸 어메리칸 신문에 기고하였다. 이 책은 21세기 초 미국의 백인 우월주의 운동에 계속하여 영향을 미쳤다.

## 같이 보기
- 미래의 인종